# جاستن تومسون (لاعب دارت)
جاستن تومسون (بالإنجليزية: Justin Thompson)‏ هو لاعب دارت أسترالي، ولد في 8 يناير 1969 في Beverford, Victoria ‏ في أستراليا.

## وصلات خارجية
- جاستن تومسون على موقع DartsDatabase.co.uk (الإنجليزية)